# ¡Viven!
¡Viven! è il primo album live dei Fangoria, registrato nel febbraio 2007 e pubblicato il 15 maggio dello stesso anno dall'etichetta DRO.

## Tracce
1. Intro + Fantasmas
2. Plegarias atendidas
3. Si lo sabe Dios, que se entere el mundo
4. Ni contigo, ni sin ti
5. Eternamente inocente
6. La mano en el fuego
7. Estés donde estés
8. No sé qué me das
9. Retorciendo palabras (remix)
10. Descongélate (di Alaska y Dinarama)
11. Las ventajas de olvidar
12. Nada más que añadir
13. Miro la vida pasar
14. Criticar por criticar
15. El cementerio de mis sueños
16. Rey del glam (con Nancys Rubias, Miranda! e La Terremoto de Alcorcón)